# Aacanthocnema burckhardti
Aacanthocnema burckhardti là một loài côn trùng cánh nửa, được phát hiện trên các loài thực vật thuộc chi Allocasuarina ở Úc.